# Coll de les Falgueres
El Coll de les Falgueres és una collada situada a 1.132,7 m alt del límit dels termes comunal de la Menera, de la comarca del Vallespir, a la Catalunya del Nord, i municipal d'Albanyà, de la de l'Alt Empordà, però dins de l'antic terme de Bassegoda, pertanyent a la Garrotxa.
És a l'extrem sud-oriental del terme de la Menera, al sud-oest del Coll del Llistonar i del Coll del Perer.
En aquest coll hi ha la fita transfronterera número 522. És una fita col·locada damunt d'una elevació de 10 metres a l'oest del camí.